# Stati del Sacro Romano Impero (T)
Questo è un elenco degli stati del Sacro Romano Impero, inizianti per la lettera T:
| Nome | Tipologia | Provincia                          | Seggio | Formazione                         | Note |
| --- | --- | ---------------------------------- | ------ | ---------------------------------- | --- |
| Tanegg | Vogtei |                                    |        |                                    | |
| Tarasp Principe del Sacro Romano Impero di Dietrichstein in Nikolsburg/Nicolsburg, Conte di Proskau, Signore di Trasp | Baronia | Provincia Austriaca                | PR     |                                    | 1512: Provincia Austriaca 1683: ai Principi di Dietrichstein 1654: Consiglio dei Principi 1802: Acquisita dalla Contea di Leslie 1803: perdita di Tarasp a favore della Confederazione Svizzera |
| Teck | Ducato | Provincia Sveva                    |        |                                    | 1381: Venduta ai Conti di Württemberg; il titolo di duca di Teck fu tra le basi, nel 1495, per l'elevazione della Contea di Württemberg a ducato. |
| Tecklenburg | Contea | Provincia del Basso Reno           | WE     | primo XI sec.                      | 1189: Simone di Tecklenburg acquisisce la Signoria di Ibbenburen 1263: Annessa a Bentheim 1327-1557: ai Conti di Schwerin 1365: Acquisisce la Signoria di Rheda 1385: Acquisisce la Signoria di Iburg 1493: Divisione in Tecklenburg (con Rheda) e Lingen 1557: Tecklenburg e Rheda a Bentheim 1696: Tecklenburg a Solms-Braunfels per giurisdizione 1707: Solms-Braunfels vende i diritti al Brandeburgo 1808: al Granducato di Berg<1810>alla Francia 1815: alla Prussia |
| Tettnang e Argen | Contea del Sacro Romano Impero                                                                                      |                                    |        |                                    | 882: prima menzione di Tettnang |
| Thannhausen | Signoria 1665: Contea del Sacro Romano Impero                                                                       |                                    |        |                                    | 1708: Acquisita da Stadion a Sinzendorf |
| Thorn | 992: Abbazia 1292: Abbazia Imperiale Femminile                                                                      | Provincia del Basso Reno           | RP     | 992                                | 1793: Consiglio dei Principi 1795: Annessa alla Francia 1815: ai Paesi Bassi |
| Thüngen | Signoria |                                    |        |                                    | |
| Thurgau | Langraviato |                                    |        |                                    | |
| Thuringia | 1130: Langraviato                                                                                                   |                                    |        |                                    | 1247: linea maschile estinta |
| Thurn und Taxis Principe del Sacro Romano Impero di Thurn & Taxis, Principe di Buchau, Conte Principesco di Friedberg e Sheer, Conte di Valsassina/Valle-Sassina, Barone di Impden, Signore della libera Signoria Imperiale di Eglingen e Osterhofen, della Signoria di Demmingen, Markt-Dischingen, Trugenhofen, Ballmertshofen, Duttenstein, Wolfertheim, Rossum e Meusseghem | 1608: Baronia del Sacro Romano Impero 1624: Contea del Sacro Romano Impero 1695: Principato del Sacro Romano Impero |                                    |        |                                    | 1512: Garantito lo stato di nobile dall'Imperatore Massimiliano I (confermato nel 1534 dall'Imperatore Carlo V) 1512: alla Provincia dell'Elettorato del Reno 1615: Lamoral di Taxis viene nominato Direttore Generale delle poste imperiali 1681: Garantito il titolo di Principe alla corte spagnola Acquisisce Eglingen 1754: Consiglio dei Principi |
| Thurnau | Signoria |                                    |        |                                    | |
| Tirolo | Contea | Provincia Austriaca                | n/a    | X sec./1140                        | 1363: agli Asburgo 1493: Contea Principesca 1512: Provincia Austriaca 1582: consiglio dei Principi 1802: il Tirolo annette e secolarizza il Vescovato di Trento Trento, il Tirolo ed il Voralberg vengono ceduti alla Baviera |
| Toggenburg | 1209: Contea |                                    |        |                                    | 1044: prima menzione dei Conti di Toggenburg 1394: Division 1468: Venduta all'Abbazia di San Gallo |
| Toul | 300's: Vescovato | Provincia dell'Alto Reno           |        | 1048                               | 1552: Annessa alla Francia 1648: Formalmente ceduta alla Francia |
| Toul | Città Imperiale | Provincia dell'Alto Reno           |        |                                    | Annessa alla Francia nel 1552 |
| Trauttmansdorff Principe di Trauttmansdorff-Weinberg e Neustadt am Kocher, Conte Principesco di Umpfenbach, Barone di Gleichenberg, Nogau, Burgau e Totzenbach, etc. | 1623: Contea del Sacro Romano Impero 1805: Principato del Sacro Romano Impero                                       |                                    |        |                                    | 1300s: la famiglia è menzionata per la prima volta Acquisisce Weinsberg e Neustadt |
| Trento Trent / Trient | c300: Vescovato 1027-1803: Principato Vescovile del Sacro Romano Impero                                             | Provincia Austriaca                | EC     | 1027                               | 1511: anche a Trento si costituisce un comune cittadino. I principati di Trento e Bressanone ricevono lo status di "confederati perpetui" alla Contea del Tirolo 1514-1538 Bernardo Clesio principe vescovo c1519: i vescovi riacquisiscono la Signoria di Castelbarco e Rovereto dopo la fine del dominio veneziano 1539-1658 Dinastia trentina dei principi-vescovi Madruzzo 1545-1563 Concilio di Trento 1539-1567 Cristoforo Madruzzo principe vescovo 1567 Ludovico Madruzzo principe vescovo 1659-1665 Assegnato a Sigismondo Francesco, Reggente del Tirolo 1600 principi vescovi molto deboli, il Principato formalmente sopravvive come staterello sovrano, ma di fatto subordinato al potere asburgico 1803: Secolarizzato da Napoleone 1803-1810 Annesso alla Baviera 1810-1814 Annesso al Regno d'Italia 1815 Annesso all'Impero d'Austria (Contea del Tirolo) 1918>: Annesso all'Italia |
| Treviri | c811: Arcivescovato 1356: Principato Elettorale del Sacro Romano Impero                                             | Provincia dell'Elettorato del Reno | EL     | 898 771: Autonomo                  | 898: Treviri ottiene il potere temporale sotto l'Arcivescovo Radbodo dal Duca Zwentiboldo di Lorena 1512: Provincia dell'Elettorato del Reno 1803: Annessa a Nassau-Weilburg |
| Trieste | 1295: Libera Città Imperiale                                                                                        | Provincia Austriaca                | n/a    |                                    | Sino al 1285: al Vescovato di Trieste 1382: Accetta il governo austriaco (della linea Leopoldina) 1806-1813: Governo francese |
| Triberg | Signoria |                                    |        |                                    | |
| Troppau (Opava) | Principato | n/a                                | n/a    | 1278                               | 1366: Diviso in Troppau-Leobschütz, Troppau-Ratibor e Troppau-Troppau |
| Troppau-Jägerndorf | Principato | n/a                                | n/a    | 1424: Diviso da Troppau-Ratibor    | 1433: Diviso in se stesso e Troppau-Rybnik 1474: Annesso alla Boemia |
| Troppau-Leobschütz | Principato | n/a                                | n/a    | 1366: Diviso da Troppau            | 1394: Annesso alla Boemia 1433: Diviso da Troppau-Troppau 1462: Annesso alla Boemia |
| Troppau-Münsterberg | Principato | n/a                                | n/a    | 1433: Diviso da Troppau-Troppau    | 1452: Diviso in se stesso e Troppau-Steinau 1464: Annesso alla Boemia |
| Troppau-Ratibor | Principato | n/a                                | n/a    | 1366: Diviso da Troppau            | 1424: Diviso in se stesso e Troppau-Jägerndorf 1506: Annesso alla Boemia |
| Troppau-Rybnik | Principality | n/a                                | n/a    | 1433: Diviso da Troppau-Jägerndorf | 1424: Diviso in se stesso e Troppau-Jägerndorf 1479: Annesso alla Boemia |
| Troppau-Steinau | Principato | n/a                                | n/a    | 1433: Diviso da Troppau-Troppau    | 1474: Annesso alla Boemia |
| Troppau-Troppau | Principato | n/a                                | n/a    | 1366: Diviso da Troppau            | 1433: Diviso in Troppau-Leobschütz e Troppau-Münsterberg |
| Tubinga | Contea del Sacro Romano Impero                                                                                      |                                    |        |                                    | |
| Turckheim Turkheim | Libera Città Imperiale                                                                                              | Provincia dell'Alto Reno           |        |                                    | Annessa alla Francia nel 1648 |